# MSC Lirica
El MSC Lirica es un crucero de la clase Lirica que es propiedad y operado por MSC Crociere. Este es el primer crucero de nueva construcción, que entra en servicio a la compañía de MSC Crociere. Se puede acomodar un total de 2069 pasajeros en 780 camarotes. La cantidad de tripulación que lleva a bordo es de aproximadamente 700 personas.
Aunque es un crucero de la serie Miestral, tiene una serie de pequeñas diferencias tanto exteriores como interiores, respecto a sus hermanos MSC Armonia y MSC Sinfonia. La diferencia exterior es el acabado de la parte de popa del barco, la cual es curvada, y las diferencias interiores son en cuanto a distribución de los salones.
Sufrió un incendio grave el 12 de marzo de 2021 mientras estaba amarrado en Corfú luego de la pandemia de COVID-19. No había pasajeros a bordo.